# Автомагістраль М1 (Ірландія)
Автомагістраль М1 (ірл. Mótarbhealach M1) — автострада в Ірландії. Становить більшу частину національної основної дороги N1, що з'єднує Дублін із Белфастом уздовж східної частини острова Ірландія. Маршрут пролягає на північ через Сордс, Дрогеду та Дандолк до північноірландського кордону на південь від Ньюрі в графстві Арма, де з’єднується з дорогою A1 і далі з автострадою M1 у Північній Ірландії. Також становить значну частину автомобільного сполучення між Дубліном і північноірландськими містами Ньюрі та Лісберн. Маршрут є частиною європейського маршруту E01.

## Маршрут

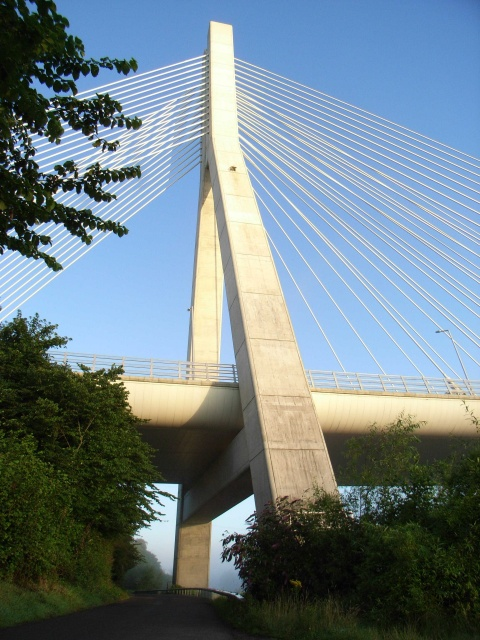
Міст Mary McAleese Boyne Valley Bridge веде об'їзну дорогу Дрогеди через річку Бойн.

Майже всю довжину N1 було оновлено до стандарту автомагістралі та позначено як автострада M1. Пролягає від розв’язки 3 кільцевої дороги M50 у Дубліні, повз Клогран, Свордс, Балбрігган, Дрогеда та Дандолк, потім закінчується в Баллімасканлоні на північ від Дандолка. Обходить багато міст, через які проходить N1. Початковий маршрут N1 тепер утворює R132. У Баллімасканлоні вона стає двопроїзною дорогою N1 і продовжується до кордону з Північною Ірландією. Ділянка автостради N1 має позначення M1. Маленькі жовті маркери маршруту вздовж траси автомагістралі також позначені N1.
Автомагістраль була побудована в кілька етапів як короткі роз’єднані об’їзні дороги, замінивши оригінальний маршрут N1. Перша ділянка, відкрита (у 1983 році), була від Уайтхолла до Кулок Лейн, за якою (у 1985 році) відбулася автомагістраль аеропорту між Уайтхоллом і аеропортом Дубліна, лише третя ділянка автомагістралі, відкрита в Республіці. Вказівники в стилі 1980-х років не змінювалися на цьому маршруті до 2006 року. Частина цієї оригінальної траси M1 тепер є відгалуженням до Дублінського аеропорту, тоді як інша частина між порталами Уайтхолла та портового тунелю тепер звужена до двох+одних смуг (хоча все ще розділених рівнями) у результаті робіт із Дублінського портового тунелю.
Існує плата за використання автомагістралі між розв’язками 7 і 10, ділянкою, яка утворює об’їзну дорогу Дрогеди. Роботи почалися у 2004 році на об’їзній дорозі Дандалка і були завершені на три місяці раніше запланованого терміну у 2005 році, розширивши автостраду на південь від кордону.

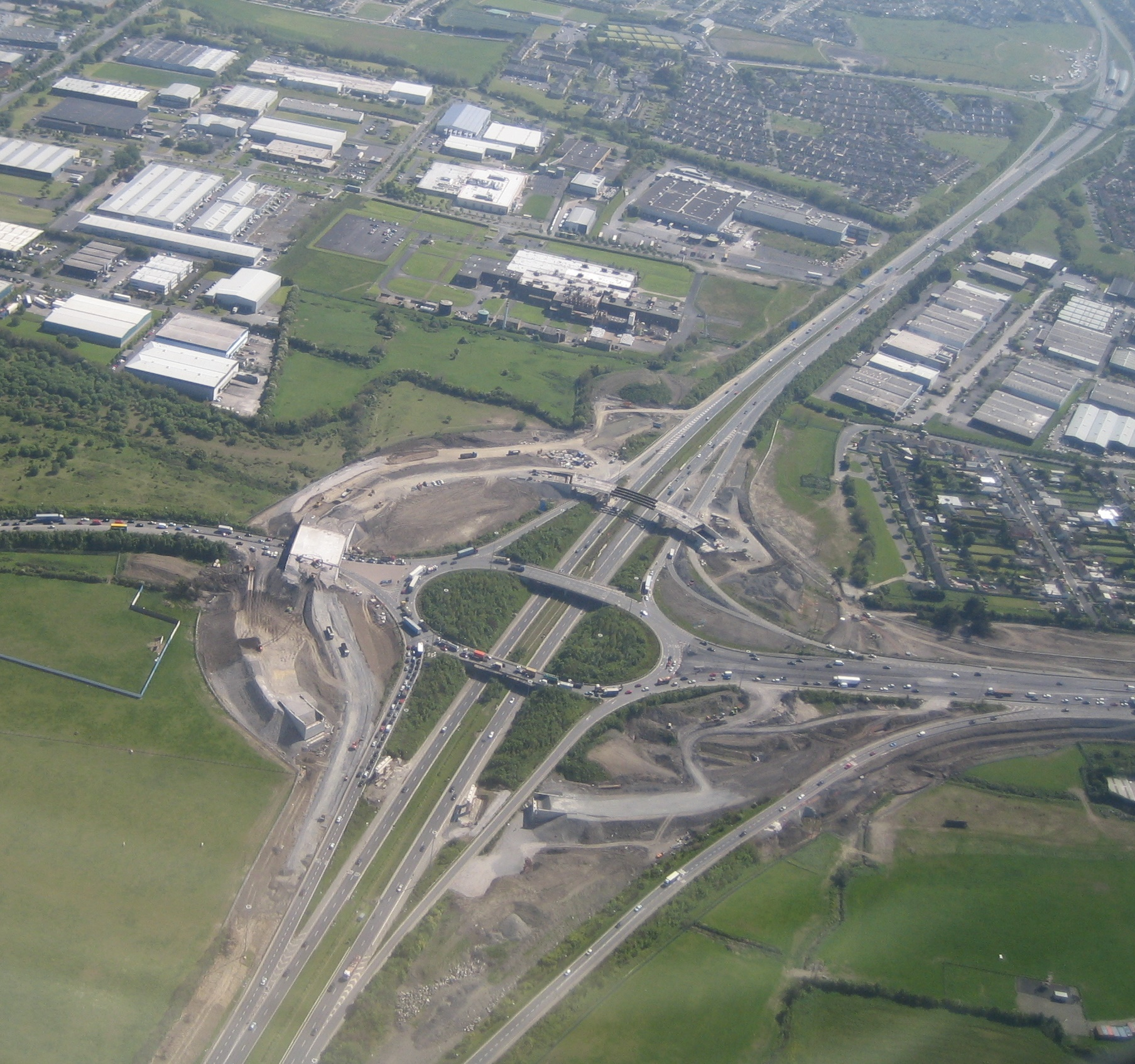
M1 з повітря на перехресті з M50 поблизу Дубліна, Ірландія

## Всеірландський маршрут
У Республіці Ірландія завершено оновлення N1, це перший великий маршрут, повністю оновлений до стандарту автомагістралі/двоїзної дороги (за межами центру Дубліна) відповідно до Національного плану розвитку. Влада Північної Ірландії не планує замінювати маршрут A1 (зараз двопроїзна дорога) на автомагістраль, хоча багато розв’язок тепер розділені. Наразі, щоб проїхати з центру Дубліна до Белфаста, потрібно їхати по M1 (Ірландська Республіка), N1, A1 і M1 (Північна Ірландія).

## Зони обслуговування автомагістралей
8 вересня 2010 року на автомагістралі М1 була відкрита перша офіційна зона обслуговування автомагістралей в Ірландії, яка розташована поблизу Ласка. Другий біля Каслбеллінгема (зона обслуговування M1 North) був відкритий 29 вересня 2010 року. Кожне місце має об’єкти, що прямують на північ і південь, без сполучення через автомагістраль між обома сторонами. Вони працюють 24 години на добу, забезпечують паливом і їжею та мають конструкцію, подібну до тих, що є в інших європейських країнах. Територіями обслуговування керує консорціум компаній, відомий як Superstop.

## ITS на М1
Як і на інших ділянках автомагістралей Ірландії, на яких встановлені знаки зі змінними повідомленнями, M1 також приєднано до інтелектуальної транспортної системи, яка надає водіям інформацію про час у дорозі в реальному часі. Система розпізнає номерні знаки транспортних засобів на певних інтервалах уздовж автомагістралі та використовує цю інформацію для розрахунку середньої швидкості транспортного засобу, а отже, і часу в дорозі. На північ VMS біля Малахайда та Балбріггана надають інформацію про час у дорозі до виїздів Дрогеда (J7) і Дандолк (J16). Подібні покажчики на південь надають інформацію про час у дорозі до Дублінського аеропорту та Дублінського портового тунелю.